# Santa Cruz do Escalvado
Santa Cruz do Escalvado è un comune del Brasile nello Stato del Minas Gerais, parte della mesoregione della Zona da Mata e della microregione di Ponte Nova.